# Iranocypris typhlops
Iranocypris typhlops  (лат.) — вид лучепёрых рыб семейства карповых (Cyprinidae), единственный в составе рода Iranocypris. Впервые описан ихтиологами Антоном Фредериком Брууном и Э. В. Кайзером в 1944 году.

## Распространение, среда обитания
Эндемик Ирана. Единственное место, в котором обитает рыба, находится в одной из пещер в горной системе Загрос на западе страны, в провинции Лурестан.

## Описание
Пресноводный бентопелагический пещерный вид. Тело сжатое, достигает в длину 5,5 см. Голова немного согнута, имеется две пары усиков в области рта. Глоточные зубы размещены в три ряда, в каждом ряду соответственно 1—3, 3—4, 3—5 зубов; передние зубы конической формы, заметно увеличенные. Позвонков 34—36. Рыба слепа, у неё полностью отсутствует пигментация. Цвет розовато-красный из-за крови, просвечивающейся через прозрачное тело. Половой диморфизм не выражен.

## Образ жизни
Особенности жизненного цикла изучены слабо. В неволе питается мелкими рачками, зоо- и фитопланктоном. Аквариумные условия рыба выдерживает в течение 18—24 месяцев.

## Происхождение
Известны две субпопуляции рыбы, между которыми имеются заметные генетические отличия. Единственный представитель рода Iranocypris, по-видимому, наиболее близок рыбам из рода Garra.

## Замечания по охране
Редкий вид, считающийся уязвимым («vulnerable») согласно данным Международного союза охраны природы.
Численность особей оценивается в пределах 353—625.
В Иране незаконный вылов Iranocypris typhlops карается штрафом в 100,000 риалов.